# Stratford-upon-Avon
Stratford-upon-Avon – miasto w Anglii, w hrabstwie Warwickshire, w dystrykcie Stratford-on-Avon, nad rzeką Avon. Położone 38 km na południowy wschód od Birmingham i 14 km na południowy zachód od stolicy hrabstwa – Warwick. W 2001 roku miasto liczyło 22 187 mieszkańców. Rzymska nazwa miejscowości brzmi Strata Via, po polsku: Brodnica. Została tak nazwana ze względu na znajdującą się tam płytką przeprawę przez rzekę Avon.
Miasto jest popularnym ośrodkiem turystycznym, średnio rocznie odwiedza je 3,5 mln turystów z całego świata. To właśnie tutaj urodził się i zmarł William Szekspir. Stratford-upon-Avon jest wspomniana w Domesday Book (1086) jako Stradforde.
Atrakcje turystyczne
- teatry Royal Shakespeare Company: „Royal Shakespeare Theatre”, „Swan” i „The Other Place”
- 5 domów związanych z życiem Shakespeare’a
  - Shakespeare’a Birthplace – dom, w którym urodził się dramatopisarz
  - New Place – dom, w którym zmarł dramatopisarz
  - Anne Hathaway’s Cottage – dom, który znajduje się w Shottery (obecnie dzielnica Stratford). Posiadłość żony poety
  - Mary Arden’s House – dom rodzinny matki poety
  - Kościół św. Trójcy (Holy Trinity Church), miejsce chrztu i pochówku Szekspira
- „City Sightseeing” – autobusowa linia turystyczna, która przemierza miasto i jego okolicę w czasie 60 minut obok najważniejszych atrakcji turystycznych. Dwu poziomowe autokary kursują średnio co 30 minut.
- „Shakespearience” – multimedialne show o Szekspirze przedstawiane w „Waterside Theatre”
- „Stratford Butterfly Farm” – motyle, ptaki, ryby, pająki i płynąca woda pod zielonym dachem tropików
- pub „Black Swan” zwany również „Dirty Duck” (jest miejscem akcji powieści Pod Zawianym Kaczorem autorstwa Marthy Grimes)
- Gower’s Memorial – pomnik Shakespeare’a i czterech postaci z jego książek, Lady Makbet, Falstaf, Książę Hal, Hamlet.

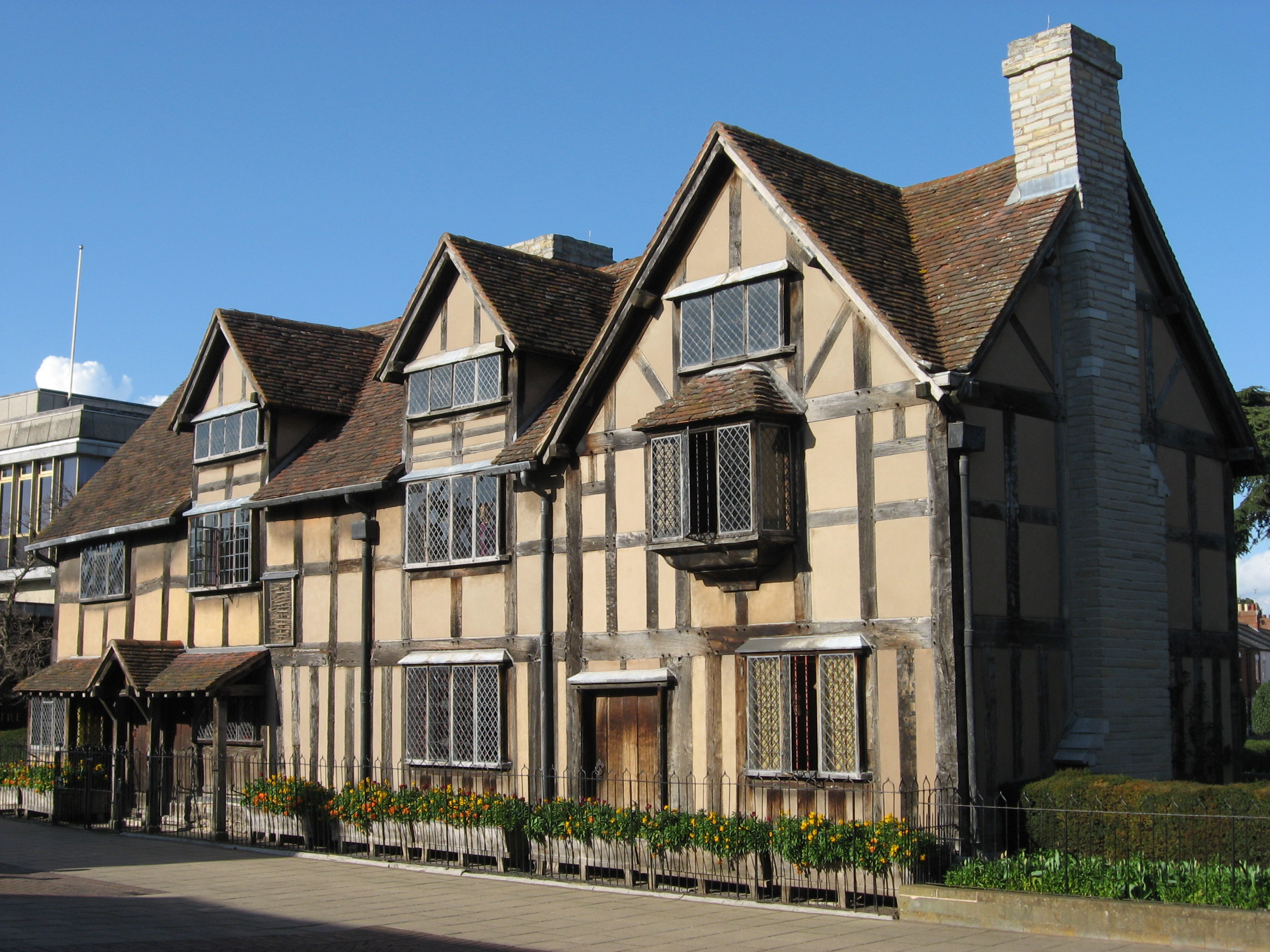
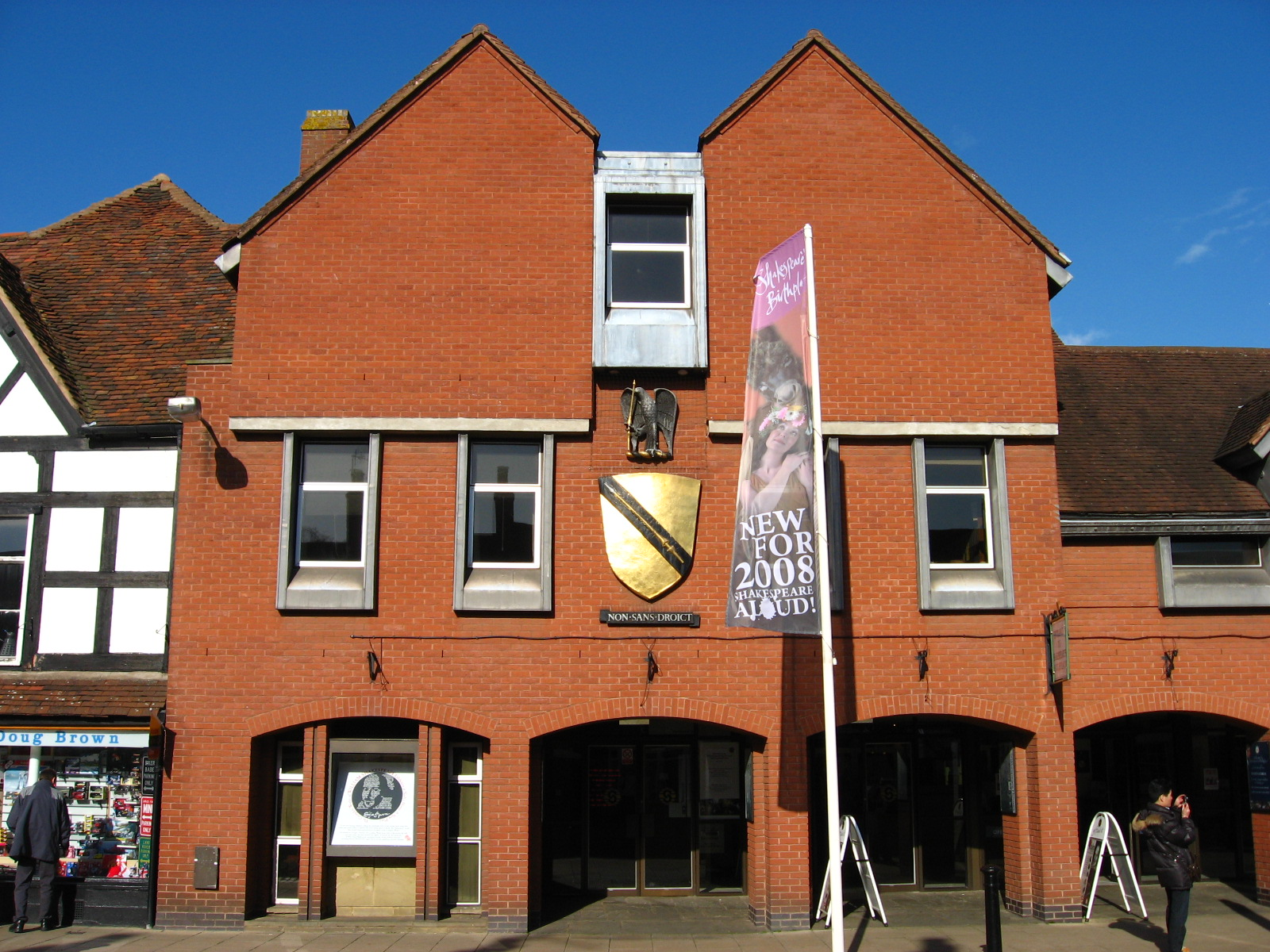
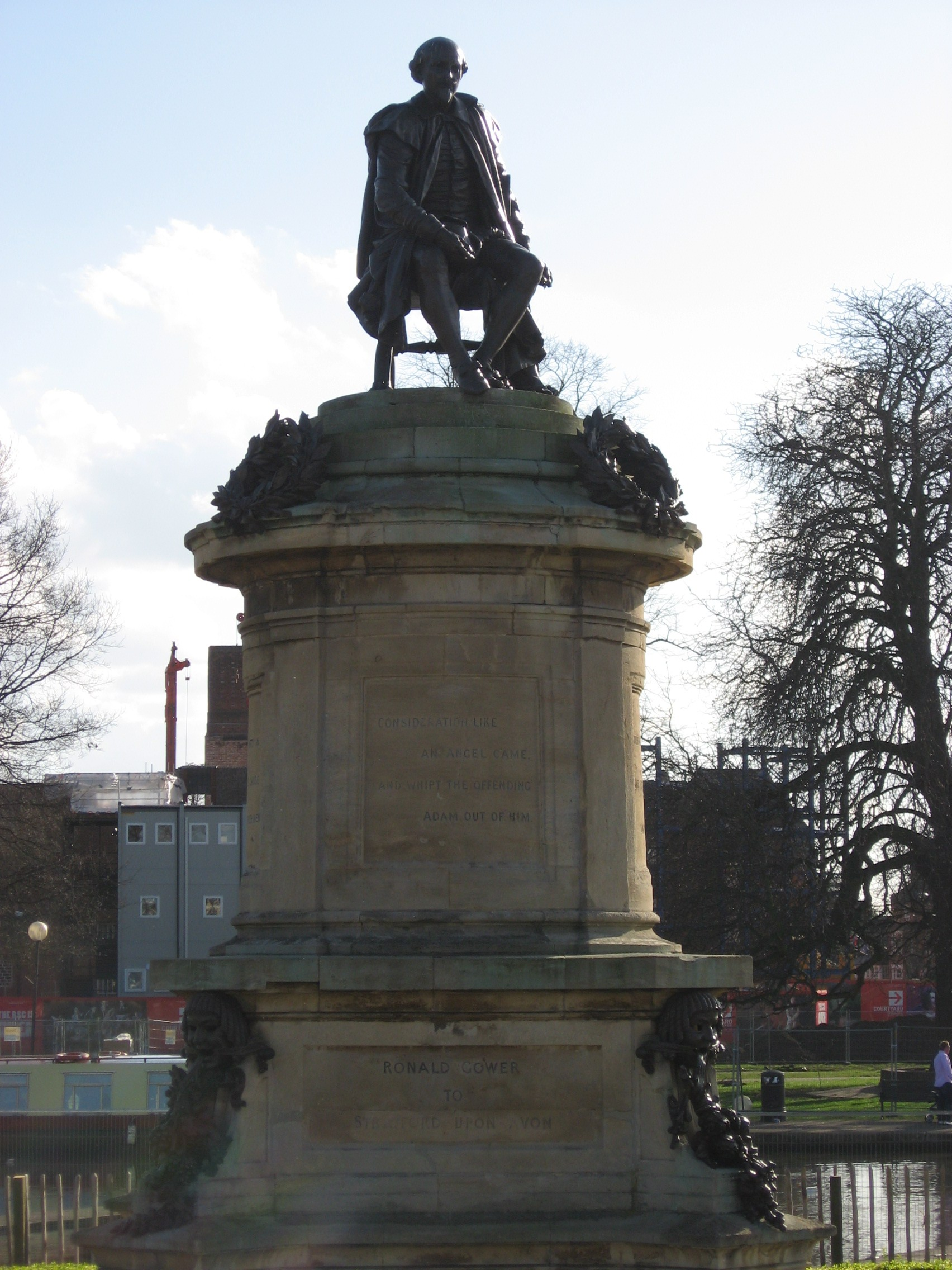
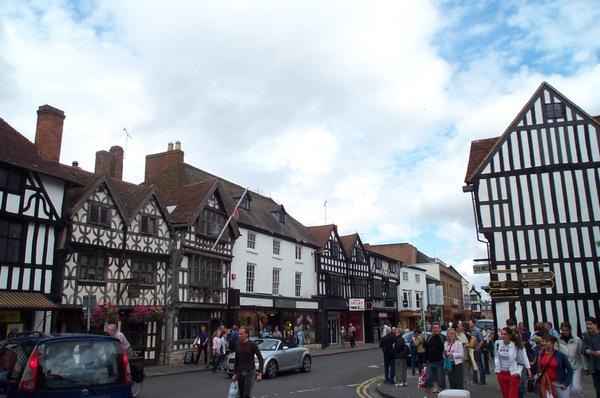
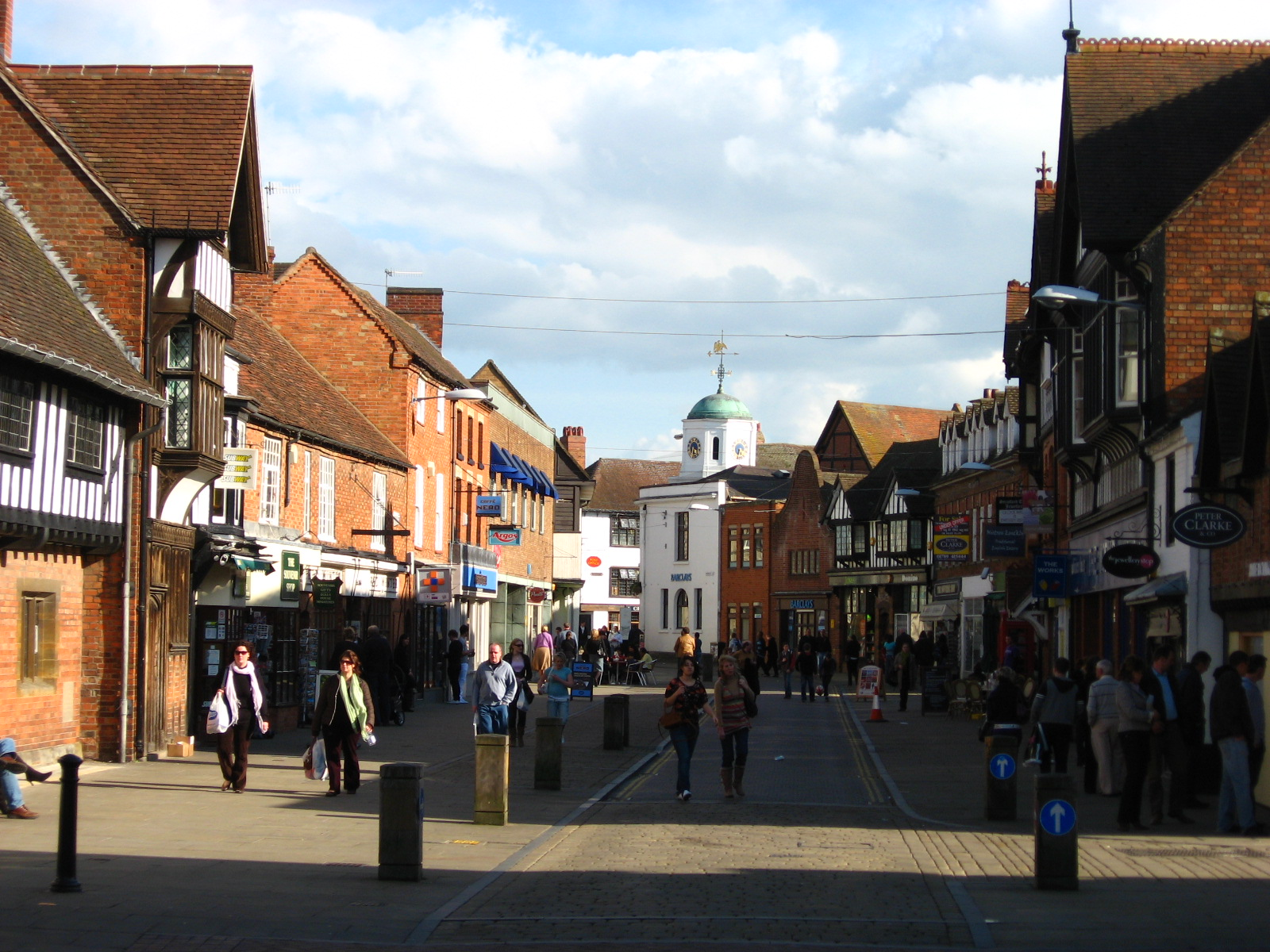
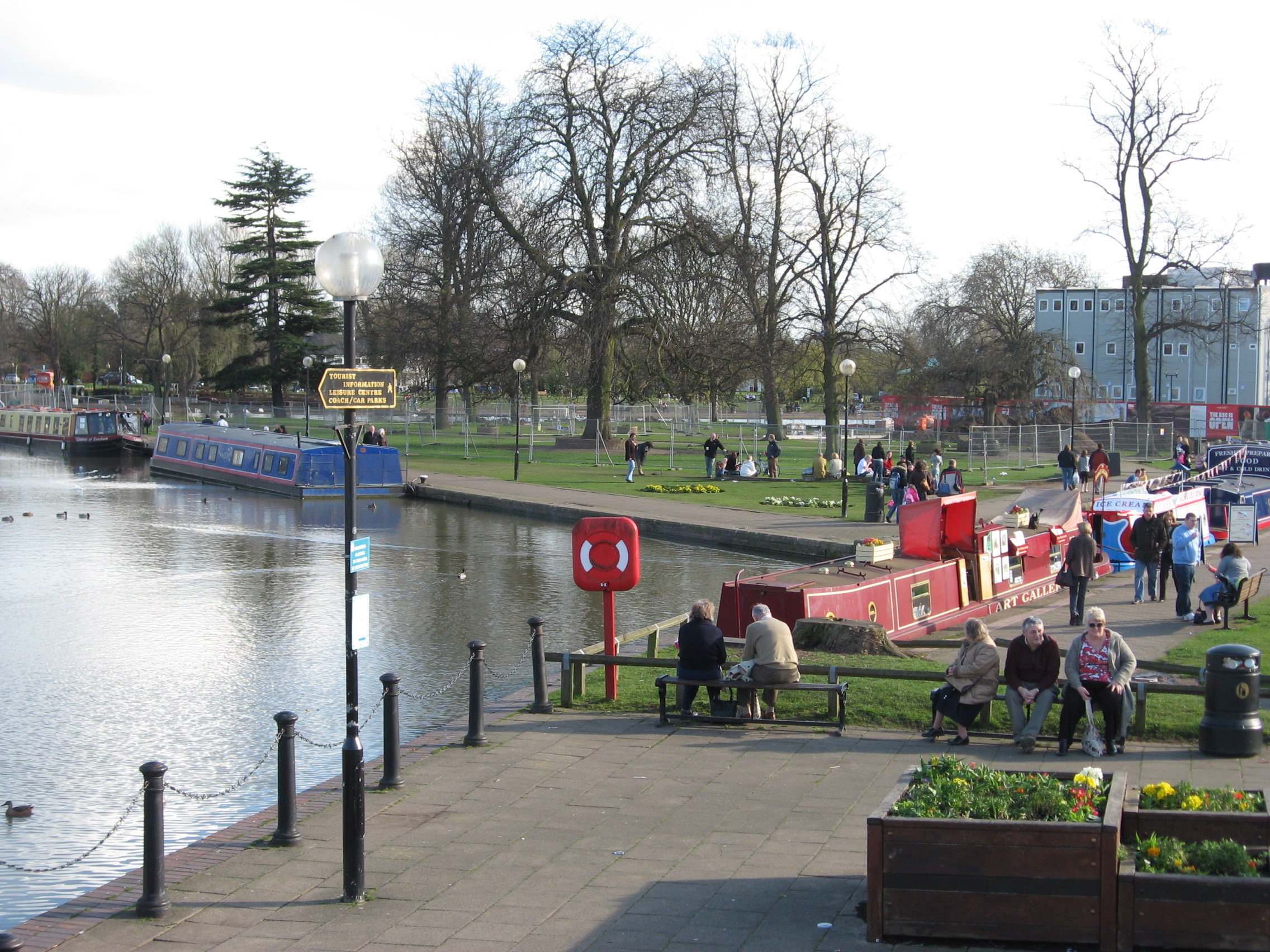

- kanały i śluzy

## Miasta partnerskie
- Stratford, Kanada
- Stratford, USA
- Nowa Zelandia, Stratford